# Tartarocreagris texana
Tartarocreagris texana är en spindeldjursart som först beskrevs av William B. Muchmore 1969.  Tartarocreagris texana ingår i släktet Tartarocreagris och familjen helplåtklokrypare. IUCN kategoriserar arten globalt som otillräckligt studerad. Inga underarter finns listade i Catalogue of Life.